# Athanasios Mantzouranis
Athanásios Mantzouránis (em grego:  Αθανάσιος Μαντζουράνης; Tessalônica, 11 de abril de 1982) é um ex-ciclista grego. Ele competiu nos Jogos Olímpicos de Verão de 2008, em Pequim.